# Groupe K des éliminatoires de la Coupe d'Afrique des nations de football 2023
Navigation
Groupe J Groupe L
Le groupe K des éliminatoires de la Coupe d'Afrique des nations de football 2023 est une compétition qualificative pour la phase finale de la Coupe d'Afrique des nations de football 2023, qui se déroule en juin et juillet 2023 en Côte d'Ivoire.

## Tirage au sort
Le tirage au sort a eu lieu le 19 avril 2022 au Caire. Les têtes de série sont désignées via un classement CAF (construit d'après les résultats lors des dernières CAN).
Le tirage au sort désigne les équipes suivantes dans le groupe K. Les quarante-huit équipes sont réparties en douze dans quatre chapeaux :
- Chapeau 1 :  Maroc (2e du classement CAF)
- Chapeau 2 :  Afrique du Sud (13e du classement CAF)
- Chapeau 3 :  Zimbabwe (33e du classement CAF), disqualifié
- Chapeau 4 :  Liberia (46e du classement CAF)

## Classement
- Qualification pour la CAN 2023
- Disqualification

| Rang | Équipe         | Pts | J | G | N | P | Bp | Bc | Diff |  | Résultats (▼ dom., ► ext.) |      |      |      |      |
| ---- | -------------- | --- | - | - | - | - | -- | -- | ---- |  | -------------------------- | ---- | ---- | ---- | ---- |
| 1    | Maroc          | 9   | 4 | 3 | 0 | 1 | 8  | 3  | +5   |  | Maroc                      |      | 2-1  | 3-0  | Ann. |
| 2    | Afrique du Sud | 7   | 4 | 2 | 1 | 1 | 7  | 6  | +1   |  | Afrique du Sud             | 2-1  |      | 2-2  | Ann. |
| 3    | Liberia        | 1   | 4 | 0 | 1 | 3 | 3  | 9  | -6   |  | Liberia                    | 0-2  | 1-2  |      | Ann. |
| 4    | Zimbabwe       | 0   | 0 | 0 | 0 | 0 | 0  | 0  | 0    |  | Zimbabwe                   | Ann. | Ann. | Ann. |      |

## Résultats
| 1re journée             | Maroc                        | 2 - 1   | Afrique du Sud                               | Complexe sportif Moulay-Abdallah, Rabat |                         |
| 9 juin 2022 20:00 UTC+1 | En-Nesyri 51e · El Kaabi 88e | (0 - 1) | 8e Foster                                    | Arbitrage : Sadok Selmi                 | Arbitrage : Sadok Selmi |
| 9 juin 2022 20:00 UTC+1 |                              | Rapport | 24e Foster · 44e Sithole (en) · 81e Williams | Arbitrage : Sadok Selmi                 | Arbitrage : Sadok Selmi |

| 2e journée               | Liberia                                                       | 0 - 2   | Maroc                           | Stade Mohammed-V, Casablancar |                            |
| 13 juin 2022 20:00 UTC+1 |                                                               | (0 - 0) | 56e (pen.) Fajr · 57e En-Nesyri | Arbitrage : Mohamed Moussa    | Arbitrage : Mohamed Moussa |
| 13 juin 2022 20:00 UTC+1 | Pabai (en) 3e · Sanoh (en) 54e · Dorley 83e · Salmon (en) 84e | Rapport | 78e Aboukhlal                   | Arbitrage : Mohamed Moussa    | Arbitrage : Mohamed Moussa |

| 3e journée               | Afrique du Sud        | 2 - 2   | Liberia                         | Orlando Stadium, Johannesbourg    |                                   |
| 24 mars 2023 18:00 UTC+2 | Foster 11e (pen.) 22e | (2 - 0) | 68e Tisdell · 90+1e Sangare     | Arbitrage : Bamlak Tessema Weyesa | Arbitrage : Bamlak Tessema Weyesa |
| 24 mars 2023 18:00 UTC+2 |                       | Rapport | 73e Njie (en) · 83e Kamara (en) | Arbitrage : Bamlak Tessema Weyesa | Arbitrage : Bamlak Tessema Weyesa |

| 4e journée               | Liberia   | 1 - 2   | Afrique du Sud                                                   | Samuel Kanyon Doe Sports Complex, Monrovia |                               |
| 28 mars 2023 16:00 UTC±0 | Jebor 35e | (1 - 1) | 19e Lepasa · 53e Mayambela                                       | Arbitrage : Daniel Nii Laryea              | Arbitrage : Daniel Nii Laryea |
| 28 mars 2023 16:00 UTC±0 | Balde 24e | Rapport | 48e Lepasa (en) · 76e Sithole (en) · 90e Mailula · 90+4e Mokoena | Arbitrage : Daniel Nii Laryea              | Arbitrage : Daniel Nii Laryea |

| 5e journée               | Afrique du Sud                  | 2 - 1   | Maroc      | FNB Stadium, Johannesburg         |                                   |
| 17 juin 2023 17:00 UTC+2 | El Kajoui 5e (csc) · Lepasa 48e | (1 - 0) | 60e Ziyech | Arbitrage : Alhadi Allaou Mahamat | Arbitrage : Alhadi Allaou Mahamat |
| 17 juin 2023 17:00 UTC+2 | Tau 10e · Mayambela (en) 90+4e  | Rapport |            | Arbitrage : Alhadi Allaou Mahamat | Arbitrage : Alhadi Allaou Mahamat |

| 6e journée                  | Maroc                                                          | 3 - 0   | Liberia                                   | Stade Adrar, Agadir           |                               |
| 17 octobre 2023 20:00 UTC+1 | Amine Harit 45+2e · Ayoub El Kaabi 59e (pen.) · Amine Adli 89e | (1 - 0) |                                           | Arbitrage : Imtehaz Heeralall | Arbitrage : Imtehaz Heeralall |
| 17 octobre 2023 20:00 UTC+1 | Nayef Aguerd 6e                                                | Rapport | Mohammed Sangare 15e · Sampson Dweh 90+3e | Arbitrage : Imtehaz Heeralall | Arbitrage : Imtehaz Heeralall |

## Statistiques

### Meilleurs buteurs
3 buts    
- Lyle Foster

2 buts   
- Youssef En-Nesyri
- Zakhele Lepasa
- Ayoub El Kaabi

1 but  
| - William Jebor - Mohammed Sangare - Tonia Tisdell | - Hakim Ziyech - Fayçal Fajr - Mihlali Mayambela - Amine Harit - Amine Adli |

contre son camp  (csc)
- Munir El Kajoui (contre l'Afrique du Sud)